# Собор Святого Иоанна Крестителя (Монца)
Собор Святого Иоанна Крестителя — главный храм ломбардского города Монца, где хранится железная корона — древнейшая из сохранившихся. Формально храм является не собором, а церковью, поскольку приход в Монце никогда не был самостоятельным и принадлежал Милану.

## Основание
Монца сложилась в эпоху раннего средневековья недалеко от Милана. К концу XX века стала пригородом Милана в 15 км к северу. Местность отличалась благоприятным климатом.
Городок выбрала собственной летней резиденцией королева Теоделинда, принцесса баварская, вдова короля Аутари, жена короля Агилульфа. В 595 году здесь был заложен храм в честь Иоанна Крестителя. Для королевы Теоделинды был выстроен также дворец и дворцовая часовня. В 603 году в дворцовой часовне состоялись крестины сына Теоделинды и короля Агилульфа. Папа римский всячески поддерживал королевскую семью лангобардов, которая способствовала переходу лангобардов из арианства в католичество под духовными руководством папы римского. После смерти Теодолинды её похоронили в старой базилике. В 1308 году гроб с телом нашли и перезахоронили в так называемой Часовне королевы.
Строительство современного здания начали в 1300 году. Заказчиком нового и большего по размерам храма была семья Висконти. За образец был взят храм в городе Пиза. Проект создал архитектор Матео ди Кампионе. К настоящему времени от той постройки сохранились главный фасад и часть стен храма.
Главный фасад базилики принадлежит к лучшим образцам романо-готической архитектуры Италии, производит впечатление целостного и стилистически законченного образца местной архитектуры нефранцузского варианта. Фасад разделен на пять частей и выложен камнем в два цвета — чередуются светлые и тёмные полосы. Наибольшее внимание уделено центральной части фасада базилики, украшенной парадным протиром, окном-розой с витражом и кессонами. Кессоны пришли в местную архитектуру из древнеримской архитектуры, но римляне ими украшали только потолки и своды. Кессоны на главном фасаде базилики окаймляют окно-розу и создают отдельную панель выше, переходя в малую аркаду, и отдалённо напоминают орнаменты восточного ковра.
Храм базиликального типа с тремя нефами, центральный неф шире и выше боковых. Центральный неф отделяют от боковых восьмиугольные колонны, часть которых дошла со времён готики. Храм имеет также ряд часовен, среди которых и так называемая Часовня королевы, стены которой украшены фресками со сценами жизни Теоделинды (художники семьи Дзаваттари, датированы 1444 годом, раннее кватроченто). В начале XXI века были проведены реставрации средневековых фресок часовни, на которые потратили три миллиона евро.
Ряд фресок базилики создан в эпоху барокко и они главенствуют в интерьере храма. Среди мастеров, работавших над декорированием базилики, Альберо ди Йессе, Джузеппе Арчимбольдо, Джузеппе Меда, 1558.
В нефе также картины со сценами жизни королевы Теодолинды 17 и 18 веков работы разных художников, среди которых — Андреа Порта, Себастьяно Риччи, Филиппо Аббьяти. Часть картин создана на рубеже 18-19 веков.
Орган в храме работы мастера из Швейцарии Метцлера был создан в 2002 году. Он имеет два мануала и педаль для игры ногами.

## Колокольня
Изменения в богослужении сделали необходимым строительство колокольни. Ныне существующая колокольня выстроена по эскизам архитектора и художника-декоратора Пеллегрино Тибальди. Строительство продолжалось в период 1592—1606 годов, но окончательно было закончено в 1620 году, когда на башню подняли все колокола.
Колокольня базилики выстроена слева от главного фасада из красного кирпича и заметно отличается от готической стилистики храма. Её высота около 79 метров. Строительство совершил местный архитектор Эрколе Турати. Колокола рукоположил кардинал Федерико Борромео 18 сентября 1628 в присутствии протоиерея Адама Мольтени и паствы и духовенства города Монца. Заказчиком колокольни мог быть Карло Борромео, который пригласил на работу прославленного Пеллегрино Тибальди. Эрколе Турати намеревался также создать новый баптистерий (крещальню) и увеличить хор базилики, что было реализовано в первые два десятилетия 17 в.
Колокольня удерживает восемь колоколов. Последние созданы в 1741 году литейщиком Бартоломео Боццио.